# 陳宇峰
陳宇峰（1988年5月22日—，英語藝名Eminleo），互聯網短片製作人，是一名在香港的YouTube網民，曾一度淡出網絡界，及後復出，然後再度淡出網絡界。其部分作品：《九唔搭八》，《爆笑字幕版﹣足球小將》等，其部分短片透過YouTube平台分享。

## 經歷
陳宇峰畢業於英國倫敦大學的管理系，早於2009年已在YouTube上載片段，至今影片觀看數目已超過四千萬。他於2010年4月在影片中首次現身，曾被壹週刊、E-zone、黑紙等採訪及於2010年接受過商業電台叱咤903節目你睇我唔到訪問。於2015年6月獲委任為第六屆中國人民政治協商會議深圳市委員會委員。自此之後，便不再活躍。
於2020年3月，再度於YouTube上傳影片。

## 參與節目
| 年分   | 節目     | 電視台   |
| ------ | -------- | -------- |
| 2015年 | 網絡挑機 | 無線電視 |

## 資料來源
1. ↑  .   [2013-04-25]. （原始内容存档于2015-12-08）.
2. ↑  你睇我唔到：2010年6月21日、6月23日
3. ↑  . 香港蘋果日報. 2015-12-03  [2015-12-03]. （原始内容存档于2015-12-04）.
4. ↑  . 政协深圳市委员会办公厅. 2015-05-19  [2015-12-03]. （原始内容存档于2015-12-08）.

## 外部連結
- 陳宇峰的YouTube頻道
- 陳宇峰的Facebook專頁